# Edmond Safra
Edmond Jacob Safra (Beirut, 6 agosto 1932 – Monte Carlo, 3 dicembre 1999) è stato un banchiere e filantropo brasiliano, di origine ebraica siriana.

## Biografia
Il banchiere ha vissuto a Ginevra per più di 40 anni. Nato in una ricca famiglia di banchieri siriani di Aleppo di origine ebraica che finanziavano un tempo le carovane di cammelli, è assunto a 16 anni nella banca del padre e si occupa del settore dei minerali preziosi.
Nel 1949 la famiglia Safra apre una società di negoziazione a Milano e nel 1952 si trasferisce in Brasile. Edmond Safra fonda qui nel 1955 il Banco Safra S.A..
Edmond Safra si trasferisce a Ginevra nel 1956 per lanciare una banca privata, la Trade Development Bank. Trova un ambiente favorevole agli affari e estende il suo impero finanziario, facendosi un punto d'onore di rendere felici i suoi ricchissimi clienti di tutto il mondo. Fonda nel 1966 la Republic National Bank di New York. Nel 1988 Edmond Safra ha anche fondato la Safra Republic Holdings S.A..
La vendita della Trade Development Bank alla American Express per più di 450 milioni di dollari nel 1983 ha provocato una battaglia legale tra le due parti. Il finanziere ne ha ottenuto un vantaggio ricevendo le scuse pubbliche da parte della American Express per aver lanciato una campagna di diffamazione contro di lui e 8 milioni di dollari di danni e interessi, interamente versati in opere di carità tra cui la Croce Rossa e la Cliniche Universitarie di Ginevra.
All'inizio degli anni 1990 il patrimonio di Edmond Safra è stimato in 2,5 miliardi di dollari. Effettua numerose donazioni a ospedali, scuole, università e organizzazioni caritatevoli in tutto il mondo. A quasi 60 anni il finanziere passa il suo tempo tra le sue case di Ginevra e di New York e la sua Villa La Leopolda in Costa Azzurra.
Indebolito dalla malattia di Parkinson, Edmond Safra decide di vendere il suo impero finanziario.
Nel dicembre 1999 Edmond Safra muore a 67 anni asfissiato nel suo appartamento di Montecarlo da un incendio appiccato da uno dei suoi infermieri, l'americano Ted Mahler, per simulare un salvataggio eroico del suo paziente. Ted Mahler viene arrestato e condannato nel 2002 per omicidio involontario.
Qualche giorno prima di morire Safra era stato naturalizzato come monegasco da un'ordinanza sovrana del principe Ranieri III. È sepolto nel cimitero ebraico di Veyrier.

## Attività filantropiche
Questo filantropo di lunga data, ostinato a donare in favore dell'insegnamento e della salute, ha lasciato un grande vuoto tra le numerose associazioni caritatevoli da lui sovvenzionate generosamente e anonimamente per decenni.
Sua moglie Lily Safra (1934-2022) ha perpetuato il suo ricordo attraverso la Fondazione Edmond J. Safra, che sostiene progetti educativi, medici, scientifici, culturali e umanitari in quasi 50 nazioni.
In Italia la fondazione ha finanziato nel 2012 il Memoriale della Shoah di Milano. A Edmond J. Safra è stata intitolata la piazza davanti al Memoriale il 27 gennaio 2013, giorno dell'inaugurazione.
Edmond J. Safra ha sostenuto numerose cause e organizzazioni in tutto il mondo in settori diversi quali l'educazione, la medicina, la cultura e le attività umanitarie.
Di religione ebraica, credeva che costruire e rinnovare le sinagoghe fosse importante nei luoghi in cui c'era un potenziale per lo sviluppo di una comunità ebraica ; le sinagoghe che portano nel mondo intero il nome di suo padre testimoniano questo impegno. Molte di esse sono state costruite in centri ebraici importanti ma anche in comunità lontane come Manila e Kinshasa.
Ha costruito la prima sinagoga dopo 500 anni a Madrid e aiutato a rinnovare e ampliare le sinagoghe di Amsterdam, Istanbul, Napoli, Budapest, Rodi e Vienna. Ha salvato dalla distruzione la più antica sinagoga di Francia a Clermont-Ferrand, acquistandola per la comunità ebraica. Ha contribuito all'ingrandimento della sinagoga di Cannes e della sinagoga Beth El a Parigi. Ha anche aiutato a rimettere a nuovo le sinagoghe in molte piccole città francesi come Évian, Annemasse e altre.
Oltre a sostenere le sinagoghe, le tombe in Israele di Rabbi Meir Baal HaNes e Rabbi Shimon bar Yoḥai erano molto importanti per Edmond Safra, che era un generoso donatore per questi siti di pellegrinaggio. Per molti anni a Shavuot (Pentecoste ebraica), il giorno dell'anniversario della morte di suo padre, andava a pregare sulla tomba di Rabbi Meir fino all'alba.
Durante la sua vita Edmond J. Safra ha donato milioni di dollari per fornire trattamenti medici contro le malattie. Ospedali di tutto il mondo – ad esempio l'ospedale cantonale di Ginevra, gli ospedali francesi e numerose istituzioni negli Stati Uniti – hanno beneficiato della generosità di Edmond Safra. Fu uno dei fondatori dell'Ospedale Israelita Albert Einstein a San Paolo, che è oggi uno dei più grandi e prestigiosi centri medici del Sud America. In Israele ha iniziato la costruzione dell'ospedale d'avanguardia per bambini Edmond e Lily Safra a Tel HaShomer.
Nel settore della ricerca medica, fu un donatore significativo dell'Istituto Pasteur a Parigi, dell'Istituto Weizmann in Israele, della Fondazione Michael J. Fox per la ricerca sulla malattia di Parkinson negli Stati Uniti, oltre a numerosi centri per lo studio di malattie specifiche in tutto il mondo. Ha creato la Cattedra Edmond e Lily Safra per la ricerca contro il cancro al seno all'Università Tulane.
Edmond J. Safra credeva che una educazione universitaria fosse essenziale per un giovane nel mondo moderno, anche se lui stesso non aveva fatto l'università. Ha dato delle borse di studio universitarie a decine di migliaia di studenti attraverso l'ISEF (International Sephardic Éducation Foundation), una istituzione che lui e sua moglie hanno creato nel 1977 per sostenere degli studenti israeliani. I beneficiari delle borse ISEF avuto successo in tutto il mondo in ognuna delle loro discipline.
Edmond J. Safra ha ugualmente aiutato direttamente delle università, sostenendo delle cattedre o dei programmi particolari (come gli studi giudaici). Per esempio all'Università di Harvard ha finanziato la Cattedra Jacob E. Safra di Storia Ebraica e Civiltà Sefardita e ha offerto doni significativi alla Cattedra Robert F. Kennedy di studi latino-americani. Alla Wharton School of the University of Pennsylvania dell'Università della Pennsylvania ha creato la Cattedra Jacob E. Safra in banca internazionale e il Centro Safra di ricerche d'affari.
È stato anche un donatore importante dell'Università americana di Beirut, ed è stato compensato di dottorati honoris causa dall'Università ebraica di Gerusalemme e la Yeshiva University (dove ha creato l'Istituto Jacob E. Safra di Studi Sefarditi) per il suo continuo sostegno a queste istituzioni.
Per quanto riguarda l'educazione dei bambini, Edmond Safra è stato particolarmente attento alle scuole delle città dove ha vissuto – ad esempio ha creato l'Ecole Beit Yossef Girsa, la prima e più grande scuola ebraica di Ginevra. È stato molto fiero di aver creato la Scuola Beit Yaacov a Bat Yam, che è stata più volte valutata tra le migliori scuole d'Israele. Era anche un benefattore tra i più importanti al mondo delle yeshivot (scuole religiose che formano i giovani per diventare rabbini, insegnanti di giudaismo e giudici), aiutando così molte istituzioni ebraiche nel mondo intero.

## La Fondazione Edmond J. Safra e la Shoah
Uno dei punti cardine della Fondazione Edmond J. Safra, riguarda l'impegno in diversi progetti della Shoah, come la conservazione fisica dei luoghi dell'olocausto, della commemorazione della Shoah con il suo sostegno a musei e memoriali, e nell'insegnamento dell'Olocausto per i giovani delle prossime generazioni. Questo impegno si è concretizzato in diversi progetti fra cui la donazione nel 2015, in occasione del 70º anniversario della liberazione di Auschwitz-Birkenau, di un milione di euro per la preservazione e la conservazione del suo Memoriale. Il presidente della fondazione Lily Safra, moglie di Edmond, ha detto: «So per esperienza personale che una visita ad Auschwitz può essere un potente strumento per la memoria della Shoah, e per l'educazione delle generazioni future. È essenziale, quindi, che il sito fisico sia conservato, è nostro privilegio sostenere questo sforzo come parte della nostra vasta gamma di programmi di educazione sull'Olocausto in tutto il mondo».
L'impegno della Fondazione per musei e memoriali, luoghi preposti alla testimonianza e commemorazione della Shoah, ha riguardato diverse istituzioni fra cui il Museum of Jewish Heritage di New York, il Mémorial de la Shoah di Parigi e il Memoriale della Shoah di Milano. Una istituzione educativa con cui la Fondazione ha un rapporto speciale è l'ente Yad Vashem di Gerusalemme. La Scuola Internazionale per gli Studi della Shoah è considerata dalla Fondazione una istituzione di eccellenza per lo studio "superiore" della Shoah ragion per cui
sostiene insegnanti e studenti provenienti da tutto il mondo. Yad Vashem ha dedicato una delle sue sale conferenze e una targa al filantropo ebreo Edmond Jacob Safra.

## Onorificenze
Riconosciuto in tutto il mondo per il suo impegno filantropico, Edmond J. Safra è stato nominato :
- Commendatore dell'Ordine delle Arti e Lettere e Cavaliere dell'Ordine della Legion d’Onore dal Governo Francese ;
- Commendatore dell'Ordine di Merito dal Gran Duca del Lussemburgo;
- Commendatore dell'Ordine del Rio Branco dal Governo brasiliano.

## Libro biografico
- Daniel Gross : A Banker's Journey: How Edmond J. Safra Built a Global Financial Empire, Radius (2022). ISBN 978-1635767858